# Włodzimierz Głowacki

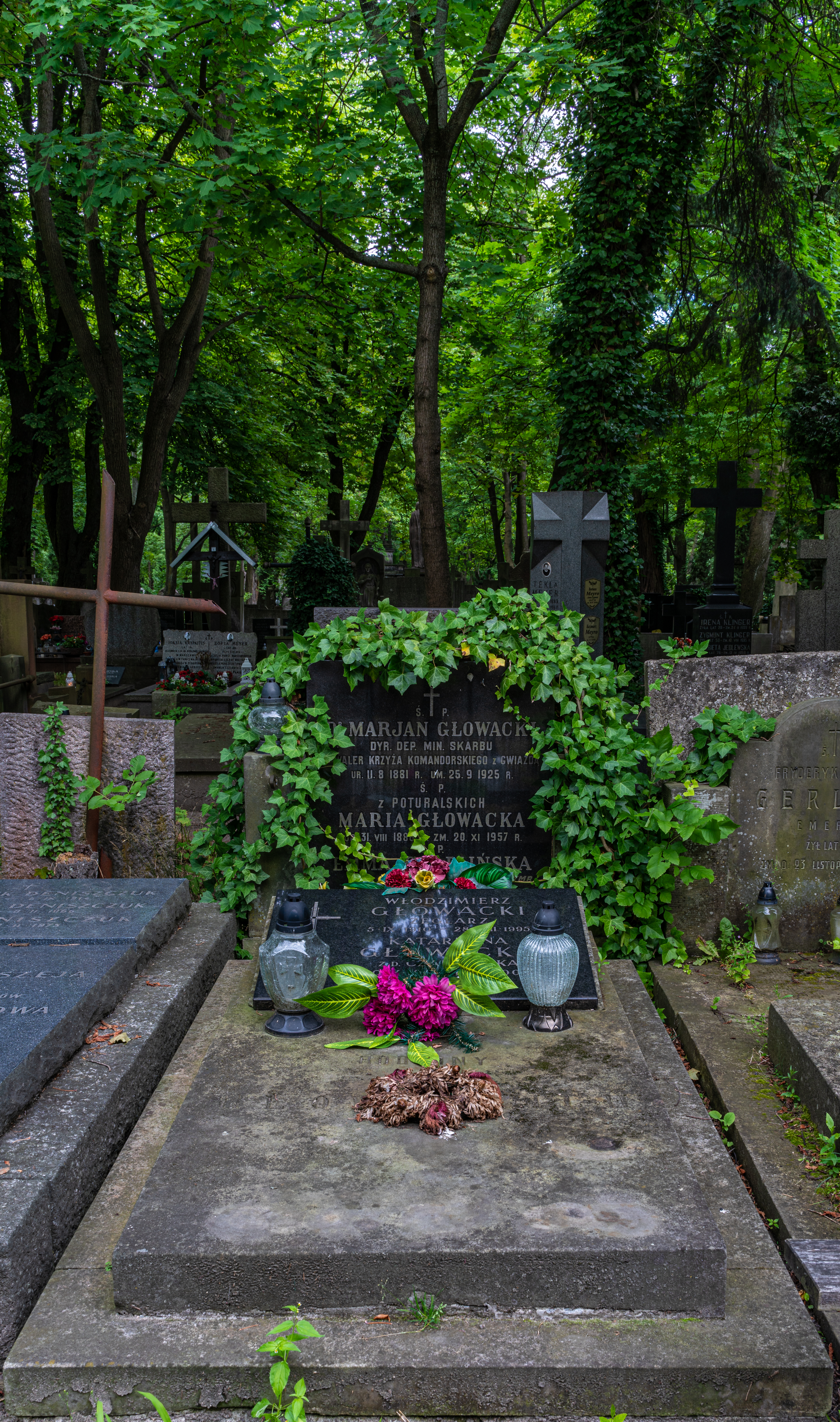
Grób Włodzimierza Głowackiego na cmentarzu Powązkowskim

Włodzimierz K. Głowacki (ur. 5 września 1910 w Poznaniu, zm. 28 sierpnia 1995 w Warszawie) – polski jachtowy kapitan żeglugi wielkiej, instruktor i działacz żeglarski, dziennikarz, pisarz, jeden z największych popularyzatorów żeglarstwa w Polsce. Dla uczczenia jego postaci jeden z polskich żaglowców nosi nazwę Kapitan Głowacki.

## Życiorys
Z wykształcenia był prawnikiem i ekonomistą. Przed II wojną światową był dziennikarzem gdyńskiego Kuriera Bałtyckiego w dziale Żegluga i Porty. W czasie wojny pracował jako majster, technik i pomocnik żeglarski, działając jednocześnie w konspiracji. W 1944 roku został uwięziony na Pawiaku, po czym do końca wojny przebywał w obozie koncentracyjnym Stutthof, koło Gdańska.
W pierwszych latach po wojnie był jednym z członków założycieli Instytutu Zachodniego w Poznaniu, następnie pracownikiem Misji Wojskowej w Berlinie oraz pracował w Ministerstwie Spraw Zagranicznych. Kierował w nim referatem "Przygotowanie pokoju" (1947/1948). Opracował m.in. projekt pracy informacyjno-propagandowej, obejmujący pozyskiwanie za granicą informacji dotyczących Niemiec, służących wypracowaniu stanowiska polskiego na przyszłą konferencję pokojową.
Później poświęcił się już w pełni działalności żeglarskiej. Był instruktorem żeglarskim, sędzią regatowym, sekretarzem generalnym, a następnie prezesem Polskiego Związku Żeglarskiego (1957–1960), inspektorem Głównego Urzędu Kultury Fizycznej, członkiem władz Międzynarodowej Unii Żeglarstwa Regatowego (IYRU).
Był założycielem i pierwszym redaktorem naczelnym miesięcznika Żagle, przez wiele lat także stałym współpracownikiem miesięcznika Morze. Członek Stowarzyszenia Marynistów Polskich. Autor wielu książek beletrystycznych oraz podręczników o tematyce żeglarskiej, z których najbardziej znanym jest liczące blisko 500 stron fundamentalne dzieło pt. Żeglarstwo morskie, zatwierdzone przez Główną Komisję Szkolenia PZŻ jako podstawowy podręcznik w zakresie szkolenia na stopień jachtowego sternika morskiego.
Pierwszy laureat nagrody im. Leonida Teligi za opublikowaną w Wydawnictwie Morskim książkę pt. Wspaniały świat żeglarstwa. Autor tekstów i muzyki do piosenek żeglarskich.
Został pochowany na cmentarzu Powązkowskim w Warszawie (kwatera 108-6-7).
29 czerwca 2024 r. odsłonięto jego tablicę w Alei Żeglarstwa Polskiego w Gdyni.

## Publikacje[10]
- Żeglarstwo morskie. Podręcznik na stopień jachtowego sternika morskiego zatwierdzony przez Zarząd PZŻ (1968)
- Wspaniały świat żeglarstwa (1972)
- Olimpijskie żagle (1974)
- Dzieje jachtingu światowego (1983)
- Dzieje żeglarstwa polskiego (1989)